# 岡山大学附属特別支援学校
岡山大学附属特別支援学校（おかやまだいがくふぞくとくべつしえんがっこう、The Special Support School Attached to Okayama University または Okayama University Special Support School）は、岡山県岡山市中区平井にある、岡山大学附属の特別支援学校。

## 沿革
- 1950年（昭和25年）4月1日 - 岡山大学教育学部附属小学校（現校名：岡山大学附属小学校、以下：附属小学校）に学習不振児・中間児の特別学級を新設する。
- 1952年（昭和27年）4月1日 - 附属小学校に精神薄弱児の特殊学級（1学級）を新設する。
- 1955年（昭和30年）4月1日 - 附属小学校の特殊学級を1学級増設する。
- 1959年（昭和34年）4月1日 - 岡山大学教育学部附属中学校（現校名：岡山大学附属中学校（以下：附属中学校）に特殊学級（1学級）を新設する。
- 1960年（昭和35年）4月1日 - 附属中学校の特殊学級を1学級増設する。
- 1961年（昭和36年）4月1日 - 附属中学校の特殊学級を1学級増設する。
- 1965年（昭和40年）4月1日 - 岡山大学教育学部附属養護学校を設置する。
- 1968年（昭和43年）4月1日 - 親切校舎（現在地）への移転が完了する。高等部（1学級）を新設する。
- 2004年（平成16年）4月1日 - 国立大学法人化される。
- 2007年（平成19年）4月1日 - 「岡山大学教育学部附属特別支援学校」と改称。
- 2025年（令和7年）4月1日 - 岡山大学の組織変更により、附属学校園が教育学部所管から移管。これに伴い、「岡山大学附属小学校・中学校」（現校名）と改称。[1]

## 学部
- 小学部
- 中学部
- 高等部

## 所在地
- 〒703-8282 岡山県岡山市中区平井三丁目914番地

## 周辺
- 山陽学園大学
- 岡山中央警察署平井交番
- 中国銀行平井支店
- 香川銀行平井支店
- トマト銀行平井支店
- 山陽マルナカ平井店
- タイム平井店
- ドコモショップ平井店
- メガネの三城平井店
- 竹久夢二本舗敷島堂平井店
- 岡山県道45号岡山玉野線